# LENT (album)
A LENT az Analog Balaton 2021-ben megjelent albuma.

## Az album számai
| 1.    | Hibrid         | Zsuffa Aba · Vörös Ákos | 5:21 |
| 2.    | Fent           | Zsuffa Aba · Vörös Ákos | 4:31 |
| 3.    | Medvelábnyomon | Zsuffa Aba · Vörös Ákos | 3:44 |
| 4.    | Krokodil       | Zsuffa Aba · Vörös Ákos | 4:13 |
| 5.    | Gyógyul        | Zsuffa Aba · Vörös Ákos | 3:38 |
| 6.    | Acid           | Zsuffa Aba · Vörös Ákos | 5:06 |
| 7.    | Dealer         | Zsuffa Aba · Vörös Ákos | 4:27 |
| 8.    | 0112           | Zsuffa Aba · Vörös Ákos | 4:27 |
| 9.    | Könnyű         | Zsuffa Aba · Vörös Ákos | 5:14 |
| 40:45 |                |                         |      |